# Florencja (Starachowice)
Florencja (w roku 1442 występuje jako Florencya) – dawna miejscowość, położona koło Rzepina i Lenartowego Mostu.
- 1442 występuje w aktach powiatu sandomierskiego (Kodeks Małopolski. IV 1434)[1].

- 1442 r. w sobotę po Wszystkich Świętych, w Budzie. Władysław Warneńczyk) król węgierski i polski, usilnie proszony przez opata Macieja i braci klasztoru Świętokrzyskiego z Łysej Góry, dobra ich zwane: Nowa i Stara Słupia, Koprzywnica, Rzepin, Krupinek, Lenartów most, Florencya, Boleszyn, Milejowice, Irzmanowice Janowice, Krzaków, Modliborzyce, Wola, Baszowice, Mirocice, Bielow, Koniemłoty, Swięcica, Tuklecz, Wojsław, w ziemi i powiecie sandomierskim; Pietrzejowice i Przezwody w ziemi i powiecie krakowskim; Braciejowice, Głodno, Zakrzów w ziemi i powiecie lubelskim; oraz Mniszek w ziemi sandomierskiej a w powiecie radomskim, z prawa polskiego na niemieckie, zwane szredzkiem, przenosi — zastrzegając prawa królewskie (RPS. Rog. i Kod Dyp. Pols. III, 418)[2][3].

Mylnie identyfikowana z inną Florencją w parafii Krzyżanowice, 5 km na północny zachód od Iłży, ta bowiem powstała dopiero w XIX w. Dokładniejszą lokalizację w pewnej mierze umożliwia tylko kolejność jej wyliczenia w dokumentach z 1442 roku., tzn. po Rzepinie i Lenartowym Moście, a przed Boleszynem. Możliwe, że razem z Lenartowym Mostem należała pierwotnie do Odrowążów i została wraz z nim przekazana w latach 1433-42, przez Szydłowieckich (?) opactwu świętokrzyskiemu.